# Зарбі Володимир Ілліч
Володимир Ілліч За́рбі (нар. 4 квітня 1940, Стара Карань — пом. 6 листопада 2007, Маріуполь) — український живописець; член Спілки художників України з 1992 року.

## Біографія
Народився 4 квітня 1940 року в селі Старій Карані (нині Гранітне Кальміуського району Донецької області, Україна). 1956 року закінчив 10 класів середньої школи в рідному селі, працював художником в колгоспі, в районному Будинку культури. Протягом 1962—1967 років навчався в Ростовському художньому училищі, де його викладачами були зокрема Віктор Лєнь, Фелікс Доманський, Олексій Резван.
Працював у Маріуполі: у 1968—2000 роках — у художній майстерні; з 1970 року — головним художником Орджонікідзевського району міста; у 1974—1992 роках — на заводі «Азовсталь».
Жив у Маріуполі, в будинку на проспекті Будівельників, № 100 а, квартира 51. Помер у Маріуполі 6 листопада 2007 року.

## Творчість
Працював у галузі станкового (жанрові картини, пейзажі Приазов'я) та монуметрального (вітражі, мозаїки) живопису. Серед робіт:
- «Неперспективне село» (1964);
- «Ангеліна» (1967);
- «Дівчина з книжкою» (1968);
- «Художник» (1969);
- «Оленка» (1971);
- «Всесоюзна ударна комсомольська будова „Стан-3600“» (1972);
- «На батьківщині Архипа Куїнджі» (1973);
- «Земля» (1975);
- «Літо» (1975);
- «Димарі мартена» (1983);
- «Хліб» (1984);
- «Дерева» (1987);
- «Чорнобильська весна» (1991);
- «Шипшина» (1997);
- «Ранок» (1997);
- «Запашний горошок» (1997);
- «Рибальські човни» (1999);
- «Граки летять» (2002);
- «Квітучий чебрець» (2003);
- «Скелі Старої Карані» (2004);
- «Будяки» (2004);
- «Каранський мотив» (2005);
- «Кам'яні гриби» (2006).

Брав участь у міських, всеукраїнських, всесоюзних мистецьких виставках з 1968 року. Персональна виставка відбулася у Маріуполі у 1992 році.
Окремі роботи художника зберігаються у Донецькому художньому музеї, Маріупольському краєзнавчому музеї, галереї міста Хрустального.

## Відзнаки
- Почесна грамота Президії Української республіканської ради професійних спілок;
- Почесний знак «Учасник будівництва табору „3600“ на заводі „Азовсталь“»;
- Почесний знак «Учасник будівництва табору „3000“ на заводі імені Ілліча»;
- Почесне звання "Передовий будівельник Всесоюзного будівництва табору «3600» на заводі «Азовсталь»[1].